# Власов, Анатолий Иванович
Анатолий Иванович Власов — советский конструктор вооружений, лауреат государственных премий.

## Биография
Окончил спецфакультет ЛЭТИ по специальности «Электроакустика» (1939).
Работал в ОКБ завода «Водтрансприбор», с 1949 г. в НИИ-3 Минсудпрома (с 1966 г. ЦНИИ Морфизприбор).
Во время войны участвовал в техническом обслуживании гидроакустических средств на кораблях Тихоокеанского флота.
Один из конструкторов акустического взрывателя «Краб», главный конструктор береговой комплексной стационарной шумопеленгаторной и гидролокационной станции «Волхов», активного гидролокатора для НК «Титан», комплексной ГАС для НК «Шелонь».

## Награды и звания
- Сталинская премия 3 степени (1949);
- Государственная премия СССР (1979);
- Орден Трудового Красного Знамени (1963).